# Carl Schultz (Tiermediziner)
Eduard Paul Carl Schultz (* 6. Dezember 1898 in Kiel; † nach 1967) war ein deutscher Tierarzt, Ministerialbeamter und Hochschullehrer.

## Leben
Carl Schultz wurde als Sohn des gleichnamigen Marine-Oberstabsingenieurs geboren. Am Ersten Weltkrieg nahm er zuletzt als Fähnrich zur See teil. Im Januar 1919 begann er das Studium an der Tierärztlichen Hochschule Hannover und wurde Mitglied des Corps Normannia Hannover. Im Februar 1922 erhielt er die tierärztliche Approbation. Im Juli des gleichen Jahres wurde er in Hannover zum Dr. med. vet. promoviert. Anschließend wurde er nach kurzer Volontärassistenttätigkeit am Hygiene-Institut der Tierärztlichen Hochschule Hannover Assistent bei der Landwirtschaftskammer Stettin-Züllchow, bei der er 1928 zum Obertierarzt aufstieg. Im gleichen Jahr legte er auch das Kreistierarzt-Examen ab. 1936 wurde er Abteilungsleiter im Gesundheitsamt der Landwirtschaftskammer Stettin. Nachdem er in den ersten Kriegsjahren als Stabsveterinär der Reserve Adjutant des Korpsveterinärs und Führer einer Schlächterei-Kompanie gewesen war, wurde er uk gestellt und leitete von 1941 bis 1945 das Tiergesundheitsamt Danzig. Nach kurzer Kriegsgefangenschaft wurde er 1945 Direktor des Veterinäruntersuchungsamtes Frankfurt am Main. Im Oktober 1949 wechselt er als Oberregierungs- und Veterinärrat in das Hessische Innenministerium in Wiesbaden, wo ihm die Leitung der Hessischen Veterinärverwaltung übertragen wurde. Im August 1950 wurde er zum Regierungsdirektor und im Juli 1954 zum Ministerialrat befördert.
1954 wurde Schultz zum Honorarprofessor der Veterinärmedizinischen Fakultät der Hochschule für Bodenkultur und Veterinärmedizin Gießen, ab 1957 der Justus-Liebig-Universität Gießen, berufen und las dort Staatsveterinärkunde.

## Auszeichnungen
- Kriegsverdienstkreuz mit Schwertern
- Bundesverdienstkreuz, 1967

## Schriften
- Zur Differenzierung der Diplo- und Streptokokken, 1922